# Cladotanytarsus dispersopilosus
Cladotanytarsus dispersopilosus är en tvåvingeart som först beskrevs av Maurice Emile Marie Goetghebuer 1935.  Cladotanytarsus dispersopilosus ingår i släktet Cladotanytarsus och familjen fjädermyggor. Inga underarter finns listade i Catalogue of Life.